# Rituximab

O rituximabe ou rituximab (comercialmente Rituxan ou Mabthera), é um anticorpo monoclonal quimérico dirigido contra a proteína de superfície celular CD20, encontrada primariamente em linfócitos B. Pode, dessa forma, destruir este tipo celular. O rituximab pode ser utilizado no tratamento de muitos linfomas

, leucemias

, rejeições a transplantes

e algumas desordens autoimunes
, tais como a Granulomatose com poliangiite.